# Beckham Wyrick
Beckham David Wyrick (* 13. Dezember 1983 in Cincinnati, Ohio) ist ein ehemaliger US-amerikanischer Basketballspieler.
Der 1,98 m große und 101 kg schwere Small Forward spielte in den USA für die University of NC Wilmington, bis er 2006 zum deutschen Bundesligisten Bayer Giants Leverkusen wechselte, wo er einen Vertrag bis zum Ende der Saison 2007/08 erhielt.
Beckham Wyrick galt als defensivstarker Basketballer, der zudem einen sehr guten Distanzwurf besaß.
Ab der Saison 2008/09 ging Wyrick für 2 Jahre für die Brose Baskets Bamberg auf Korbjagd, ehe er für eine Saison zum FC Bayern München in die Pro A wechselte und dort die Meisterschaft gewinnen konnte.
Für die Saison 2011/2012 erhielt Wyrick einen Vertrag beim Bundesligisten BBC Bayreuth. Der Vertrag wurde von Seiten des Vereins zur Saison 2012/2013 ursprünglich nicht verlängert. Allerdings erhielt er kurzfristig wenige Wochen vor Beginn der Saison 2012/2013 einen neuen Vertrag bei Bayreuth, u. a. weil der Verein auf Verletzungen bei anderen Spielern reagieren musste. Der neue Vertrag war ursprünglich aus finanziellen Gründen bis 18. November 2012 befristet. Durch diverse Aktionen von Seiten des Vereins konnte genügend Geld für eine Vertragsverlängerung eingesammelt werden und der Vertrag wurde bis Ende der Saison 2013/2014 verlängert. Zur Spielzeit 2014/2015 erhielt Wyrick keinen neuen Vertrag in Bayreuth.
Am 23. Januar 2015 gab der Mitteldeutsche BC die Verpflichtung Wyricks bis Saisonende bekannt. Er spielte bis zum Ende der Saison 2014/15 für die Wölfe. Damit endete seine Basketballkarriere, 2016 trat er in den USA eine Stelle beim Finanzdienstleister Aptus an.

## Erfolge
- 2010: Deutscher Pokalsieger & Deutscher Meister mit den Brose Baskets Bamberg
- 2011: Meisterschaft der Pro A mit FC Bayern München